# Eleições autárquicas portuguesas de 2013 no distrito de Beja
| Eleições autárquicas portuguesas de 2013 Distritos: Aveiro \| Beja \| Braga \| Bragança \| Castelo Branco \| Coimbra \| Évora \| Faro \| Guarda \| Leiria \| Lisboa \| Portalegre \| Porto \| Santarém \| Setúbal \| Viana do Castelo \| Vila Real \| Viseu \| Açores \| Madeira |

## Resultados por concelhos
Os resultados por concelho no Distrito de Beja foram os seguintes:

### Aljustrel

#### Câmara Municipal
| Partido                 | Partido                        | Votos | %               | +/-  | Vereadores | +/-     |
| ----------------------- | ------------------------------ | ----- | --------------- | ---- | ---------- | ------- |
|                         | Partido Socialista             | 3 647 | 57,83 / 100,00  | 8,76 | 3 / 5      | Estável |
|                         | Coligação Democrática Unitária | 2 431 | 38,55 / 100,00  | 8,24 | 2 / 5      | Estável |
|                         | PSD-CDS                        | 78    | 1,24 / 100,00   | 0,80 | 0 / 5      | Estável |
| Votos Inválidos         | Votos Inválidos                | 150   | 2,38 / 100,00   | 0,28 |            |         |
| Total                   | Total                          | 6 306 | 100,00 / 100,00 |      | 5 / 5      |         |
| Eleitorado/Participação | Eleitorado/Participação        | 8 640 | 72,99 / 100,00  | 3,60 |            |         |

| Freguesia                  | %     | %     | %        | Votantes |
| Freguesia                  | PS    | CDU   | PSD- CDS | Votantes |
| -------------------------- | ----- | ----- | -------- | -------- |
| Aljustrel e Rio de Moinhos | 58,66 | 37,76 | 1,09     | 3 933    |
| Ervidel                    | 47,13 | 48,31 | 2,06     | 679      |
| Messejana                  | 57,54 | 38,90 | 0,97     | 617      |
| São João de Negrilhos      | 61,75 | 35,10 | 1,39     | 1 077    |
| Aljustrel                  | 57,83 | 38,55 | 1,24     | 6 306    |

#### Assembleia Municipal
| Partido                 | Partido                        | Votos | %               | +/-  | Mandatos | +/- |
| ----------------------- | ------------------------------ | ----- | --------------- | ---- | -------- | --- |
|                         | Partido Socialista             | 3 509 | 55,65 / 100,00  | 6,29 | 9 / 15   | 1   |
|                         | Coligação Democrática Unitária | 2 511 | 39,82 / 100,00  | 8,16 | 6 / 15   | 1   |
|                         | PSD-CDS                        | 108   | 1,71 / 100,00   | -    | 0 / 15   | -   |
| Votos Inválidos         | Votos Inválidos                | 178   | 2,83 / 100,00   | 0,18 |          |     |
| Total                   | Total                          | 6 306 | 100,00 / 100,00 |      | 15 / 15  |     |
| Eleitorado/Participação | Eleitorado/Participação        | 8 640 | 72,99 / 100,00  | 3,60 |          |     |

| Freguesia                  | %     | %     | %        | Votantes |
| Freguesia                  | PS    | CDU   | PSD- CDS | Votantes |
| -------------------------- | ----- | ----- | -------- | -------- |
| Aljustrel e Rio de Moinhos | 56,85 | 38,95 | 1,40     | 3 933    |
| Ervidel                    | 44,04 | 49,63 | 3,09     | 679      |
| Messejana                  | 54,78 | 40,68 | 1,30     | 617      |
| São João de Negrilhos      | 59,05 | 36,30 | 2,23     | 1 077    |
| Aljustrel                  | 55,65 | 39,82 | 1,71     | 6 306    |

#### Juntas de Freguesia
| Partido                 | Partido                        | Votos | %               | +/-  | Presidentes | Mandatos | +/- |
| ----------------------- | ------------------------------ | ----- | --------------- | ---- | ----------- | -------- | --- |
|                         | Partido Socialista             | 3 499 | 55,49 / 100,00  | 8,26 | 3 / 4       | 21 / 36  | 2   |
|                         | Coligação Democrática Unitária | 2 633 | 41,75 / 100,00  | 7,79 | 1 / 4       | 15 / 36  | 7   |
| Votos Inválidos         | Votos Inválidos                | 174   | 2,76 / 100,00   | 0,15 |             |          |     |
| Total                   | Total                          | 6 306 | 100,00 / 100,00 |      | 4 / 4       | 36 / 36  | 5   |
| Eleitorado/Participação | Eleitorado/Participação        | 8 640 | 72,99 / 100,00  | 3,60 |             |          |     |

| Freguesia                  | Partido Vencedor | Partido Vencedor               | %              | Mandatos |
| -------------------------- | ---------------- | ------------------------------ | -------------- | -------- |
| Aljustrel e Rio de Moinhos |                  | Partido Socialista             | 56,57 / 100,00 | 8 / 13   |
| Ervidel                    |                  | Coligação Democrática Unitária | 51,99 / 100,00 | 4 / 7    |
| Messejana                  |                  | Partido Socialista             | 49,92 / 100,00 | 4 / 7    |
| São João de Negrilhos      |                  | Partido Socialista             | 61,47 / 100,00 | 6 / 9    |

### Almodôvar

#### Câmara Municipal
| Partido                 | Partido                        | Votos | %               | +/-   | Vereadores | +/-     |
| ----------------------- | ------------------------------ | ----- | --------------- | ----- | ---------- | ------- |
|                         | Partido Socialista             | 1 761 | 35,12 / 100,00  | 1,88  | 2 / 5      | Estável |
|                         | Independentes por Almodôvar    | 1 544 | 30,79 / 100,00  | Novo  | 2 / 5      | Novo    |
|                         | Partido Social Democrata       | 1 357 | 27,06 / 100,00  | 29,22 | 1 / 5      | 2       |
|                         | Coligação Democrática Unitária | 110   | 2,19 / 100,00   | 2,56  | 0 / 5      | Estável |
|                         | Bloco de Esquerda              | 51    | 1,02 / 100,00   | 1,08  | 0 / 5      | Estável |
| Votos Inválidos         | Votos Inválidos                | 191   | 3,81 / 100,00   | 0,19  |            |         |
| Total                   | Total                          | 5 014 | 100,00 / 100,00 |       | 5 / 5      |         |
| Eleitorado/Participação | Eleitorado/Participação        | 6 896 | 72,71 / 100,00  | 3,52  |            |         |

| Freguesia                        | %     | %     | %     | %    | %    | Votantes |
| Freguesia                        | PS    | IPA   | PSD   | CDU  | BE   | Votantes |
| -------------------------------- | ----- | ----- | ----- | ---- | ---- | -------- |
| Aldeia dos Fernandes             | 48,10 | 26,58 | 18,48 | 2,78 | 1,01 | 395      |
| Almodôvar                        | 35,31 | 29,68 | 28,77 | 1,82 | 1,06 | 2 631    |
| Rosário                          | 36,50 | 42,34 | 16,30 | 1,22 | 0,73 | 411      |
| Santa Clara-a-Nova e Gomes Aires | 29,43 | 24,14 | 35,86 | 3,29 | 1,29 | 700      |
| Santa Cruz                       | 37,78 | 38,40 | 17,04 | 2,67 | 1,44 | 487      |
| São Barnabé                      | 26,15 | 32,82 | 32,31 | 2,56 | 0    | 390      |
| Almodôvar                        | 35,12 | 30,79 | 27,06 | 2,19 | 1,02 | 5 014    |

#### Assembleia Municipal
| Partido                 | Partido                        | Votos | %               | +/-   | Mandatos | +/-     |
| ----------------------- | ------------------------------ | ----- | --------------- | ----- | -------- | ------- |
|                         | Partido Socialista             | 1 768 | 35,26 / 100,00  | 2,04  | 6 / 15   | 1       |
|                         | Independentes por Almodôvar    | 1 485 | 29,62 / 100,00  | Novo  | 5 / 15   | Novo    |
|                         | Partido Social Democrata       | 1 248 | 24,89 / 100,00  | 26,11 | 4 / 15   | 5       |
|                         | Coligação Democrática Unitária | 156   | 3,11 / 100,00   | 2,17  | 0 / 15   | Estável |
|                         | Bloco de Esquerda              | 100   | 1,99 / 100,00   | 4,75  | 0 / 15   | 1       |
| Votos Inválidos         | Votos Inválidos                | 257   | 5,12 / 100,00   | 1,36  |          |         |
| Total                   | Total                          | 5 014 | 100,00 / 100,00 |       | 15 / 15  |         |
| Eleitorado/Participação | Eleitorado/Participação        | 6 896 | 72,71 / 100,00  | 3,52  |          |         |

| Freguesia                        | %     | %     | %     | %    | %    | Votantes |
| Freguesia                        | PS    | IPA   | PSD   | CDU  | BE   | Votantes |
| -------------------------------- | ----- | ----- | ----- | ---- | ---- | -------- |
| Aldeia dos Fernandes             | 48,61 | 25,32 | 17,47 | 3,54 | 1,27 | 395      |
| Almodôvar                        | 35,58 | 28,51 | 25,77 | 2,81 | 2,36 | 2 631    |
| Rosário                          | 39,90 | 39,42 | 13,14 | 1,95 | 2,43 | 411      |
| Santa Clara-a-Nova e Gomes Aires | 28,29 | 24,00 | 34,14 | 4,43 | 1,43 | 700      |
| Santa Cruz                       | 35,93 | 37,58 | 17,86 | 3,29 | 1,64 | 487      |
| São Barnabé                      | 26,41 | 31,28 | 31,03 | 3,33 | 1,28 | 390      |
| Almodôvar                        | 35,26 | 29,62 | 24,89 | 3,11 | 1,99 | 5 014    |

#### Juntas de Freguesia
| Partido                 | Partido                        | Votos | %               | +/-   | Presidentes | Mandatos | +/-     |
| ----------------------- | ------------------------------ | ----- | --------------- | ----- | ----------- | -------- | ------- |
|                         | Grupo de Cidadãos              | 1 775 | 35,40 / 100,00  | -     | 2 / 6       | 16 / 44  | -       |
|                         | Partido Socialista             | 1 648 | 32,87 / 100,00  | 0,70  | 2 / 6       | 16 / 44  | 2       |
|                         | Partido Social Democrata       | 1 199 | 23,91 / 100,00  | 32,72 | 2 / 6       | 12 / 44  | 28      |
|                         | Coligação Democrática Unitária | 136   | 2,71 / 100,00   | 3,07  | 0 / 6       | 0 / 44   | Estável |
|                         | Bloco de Esquerda              | 39    | 0,78 / 100,00   | 1,30  | 0 / 6       | 0 / 44   | Estável |
| Votos Inválidos         | Votos Inválidos                | 217   | 4,33 / 100,00   | 1,00  |             |          |         |
| Total                   | Total                          | 5 014 | 100,00 / 100,00 |       | 6 / 6       | 44 / 44  | 14      |
| Eleitorado/Participação | Eleitorado/Participação        | 6 896 | 72,71 / 100,00  | 3,52  |             |          |         |

| Freguesia                        | Partido Vencedor | Partido Vencedor         | %              | Mandatos |
| -------------------------------- | ---------------- | ------------------------ | -------------- | -------- |
| Aldeia dos Fernandes             |                  | Partido Socialista       | 49,62 / 100,00 | 4 / 7    |
| Almodôvar                        |                  | Partido Socialista       | 32,50 / 100,00 | 3 / 9    |
| Rosário                          |                  | Grupo de Cidadãos        | 45,26 / 100,00 | 4 / 7    |
| Santa Clara-a-Nova e Gomes Aires |                  | Partido Social Democrata | 42,29 / 100,00 | 4 / 7    |
| Santa Cruz                       |                  | Grupo de Cidadãos        | 42,51 / 100,00 | 3 / 7    |
| São Barnabé                      |                  | Partido Social Democrata | 36,15 / 100,00 | 3 / 7    |

### Alvito

#### Câmara Municipal
| Partido                 | Partido                        | Votos | %               | +/-   | Vereadores | +/-     |
| ----------------------- | ------------------------------ | ----- | --------------- | ----- | ---------- | ------- |
|                         | Coligação Democrática Unitária | 640   | 45,20 / 100,00  | 11,12 | 2 / 5      | Estável |
|                         | Partido Socialista             | 441   | 31,14 / 100,00  | 2,26  | 2 / 5      | Estável |
|                         | PSD-CDS                        | 271   | 19,14 / 100,00  | 10,46 | 1 / 5      | Estável |
| Votos Inválidos         | Votos Inválidos                | 64    | 4,52 / 100,00   | 1,60  |            |         |
| Total                   | Total                          | 1 416 | 100,00 / 100,00 |       | 5 / 5      |         |
| Eleitorado/Participação | Eleitorado/Participação        | 2 012 | 70,38 / 100,00  | 5,33  |            |         |

| Freguesia            | %     | %     | %        | Votantes |
| Freguesia            | CDU   | PS    | PSD- CDS | Votantes |
| -------------------- | ----- | ----- | -------- | -------- |
| Alvito               | 51,91 | 20,99 | 23,12    | 705      |
| Vila Nova da Baronia | 38,54 | 41,21 | 15,19    | 711      |
| Alvito               | 45,20 | 31,14 | 19,14    | 1 416    |

#### Assembleia Municipal
| Partido                 | Partido                        | Votos | %               | +/-  | Mandatos | +/-     |
| ----------------------- | ------------------------------ | ----- | --------------- | ---- | -------- | ------- |
|                         | Coligação Democrática Unitária | 554   | 39,15 / 100,00  | 3,14 | 6 / 15   | Estável |
|                         | Partido Socialista             | 494   | 34,91 / 100,00  | 1,64 | 6 / 15   | 1       |
|                         | PSD-CDS                        | 263   | 18,59 / 100,00  | 9,01 | 3 / 15   | 1       |
| Votos Inválidos         | Votos Inválidos                | 104   | 7,35 / 100,00   | 4,22 |          |         |
| Total                   | Total                          | 1 415 | 100,00 / 100,00 |      | 15 / 15  |         |
| Eleitorado/Participação | Eleitorado/Participação        | 2 012 | 70,33 / 100,00  | 5,38 |          |         |

| Freguesia            | %     | %     | %        | Votantes |
| Freguesia            | CDU   | PS    | PSD- CDS | Votantes |
| -------------------- | ----- | ----- | -------- | -------- |
| Alvito               | 46,38 | 24,54 | 21,56    | 705      |
| Vila Nova da Baronia | 31,97 | 45,21 | 15,63    | 710      |
| Alvito               | 39,15 | 34,91 | 18,59    | 1 415    |

#### Juntas de Freguesia
| Partido                 | Partido                        | Votos | %               | +/-   | Presidentes | Mandatos | +/- |
| ----------------------- | ------------------------------ | ----- | --------------- | ----- | ----------- | -------- | --- |
|                         | Partido Socialista             | 557   | 39,36 / 100,00  | 6,77  | 1 / 2       | 7 / 16   | 1   |
|                         | Coligação Democrática Unitária | 538   | 38,02 / 100,00  | 2,57  | 1 / 2       | 7 / 16   | 1   |
|                         | PSD-CDS                        | 239   | 16,89 / 100,00  | 11,46 | 0 / 2       | 2 / 16   | 4   |
| Votos Inválidos         | Votos Inválidos                | 81    | 5,82 / 100,00   | 2,21  |             |          |     |
| Total                   | Total                          | 1 415 | 100,00 / 100,00 |       | 2 / 2       | 16 / 16  | 2   |
| Eleitorado/Participação | Eleitorado/Participação        | 2 012 | 70,33 / 100,00  | 5,38  |             |          |     |

| Freguesia            | Partido Votado | Partido Votado                 | %              | Mandatos |
| -------------------- | -------------- | ------------------------------ | -------------- | -------- |
| Alvito               |                | Coligação Democrática Unitária | 44,40 / 100,00 | 4 / 7    |
| Vila Nova da Baronia |                | Partido Socialista             | 49,15 / 100,00 | 5 / 9    |

### Barrancos

#### Câmara Municipal
| Partido                 | Partido                        | Votos | %               | +/-  | Vereadores | +/-     |
| ----------------------- | ------------------------------ | ----- | --------------- | ---- | ---------- | ------- |
|                         | Coligação Democrática Unitária | 611   | 54,41 / 100,00  | 5,11 | 3 / 5      | Estável |
|                         | Partido Socialista             | 443   | 39,45 / 100,00  | 5,46 | 2 / 5      | Estável |
| Votos Inválidos         | Votos Inválidos                | 69    | 6,14 / 100,00   | 1,46 |            |         |
| Total                   | Total                          | 1 123 | 100,00 / 100,00 |      | 5 / 5      |         |
| Eleitorado/Participação | Eleitorado/Participação        | 1 437 | 78,15 / 100,00  | 0,32 |            |         |

| Freguesia | %     | %     | Votantes |
| Freguesia | CDU   | PS    | Votantes |
| --------- | ----- | ----- | -------- |
| Barrancos | 54,41 | 39,45 | 1 123    |
| Barrancos | 54,41 | 39,45 | 1 123    |

#### Assembleia Municipal
| Partido                 | Partido                        | Votos | %               | +/-  | Mandatos | +/-     |
| ----------------------- | ------------------------------ | ----- | --------------- | ---- | -------- | ------- |
|                         | Coligação Democrática Unitária | 567   | 50,49 / 100,00  | 6,73 | 9 / 15   | Estável |
|                         | Partido Socialista             | 429   | 38,20 / 100,00  | 0,52 | 6 / 15   | Estável |
|                         | PSD-CDS                        | 60    | 5,34 / 100,00   | -    | 0 / 15   | -       |
| Votos Inválidos         | Votos Inválidos                | 67    | 6,97 / 100,00   | 1,88 |          |         |
| Total                   | Total                          | 1 123 | 100,00 / 100,00 |      | 15 / 15  |         |
| Eleitorado/Participação | Eleitorado/Participação        | 1 437 | 78,15 / 100,00  | 0,32 |          |         |

| Freguesia | %     | %     | %        | Votantes |
| Freguesia | CDU   | PS    | PSD- CDS | Votantes |
| --------- | ----- | ----- | -------- | -------- |
| Barrancos | 50,49 | 38,20 | 5,34     | 1 123    |
| Barrancos | 50,49 | 38,20 | 5,34     | 1 123    |

#### Juntas de Freguesia
| Partido                 | Partido                        | Votos | %               | +/-  | Presidentes | Mandatos | +/-     |
| ----------------------- | ------------------------------ | ----- | --------------- | ---- | ----------- | -------- | ------- |
|                         | Coligação Democrática Unitária | 632   | 56,28 / 100,00  | 6,36 | 1 / 1       | 6 / 9    | Estável |
|                         | Partido Socialista             | 421   | 37,49 / 100,00  | 5,63 | 0 / 1       | 3 / 9    | Estável |
| Votos Inválidos         | Votos Inválidos                | 70    | 6,23 / 100,00   | 0,73 |             |          |         |
| Total                   | Total                          | 1 123 | 100,00 / 100,00 |      | 1 / 1       | 9 / 9    |         |
| Eleitorado/Participação | Eleitorado/Participação        | 1 437 | 78,15 / 100,00  | 0,32 |             |          |         |

| Freguesia | Partido Vencedor | Partido Vencedor               | %              | Mandatos |
| --------- | ---------------- | ------------------------------ | -------------- | -------- |
| Barrancos |                  | Coligação Democrática Unitária | 56,28 / 100,00 | 6 / 9    |

### Beja

#### Câmara Municipal
| Partido                 | Partido                             | Votos  | %               | +/-  | Vereadores | +/-  |
| ----------------------- | ----------------------------------- | ------ | --------------- | ---- | ---------- | ---- |
|                         | Coligação Democrática Unitária      | 7 438  | 43,42 / 100,00  | 1,76 | 4 / 7      | 1    |
|                         | Partido Socialista                  | 7 135  | 41,65 / 100,00  | 4,07 | 3 / 7      | 1    |
|                         | PSD-CDS                             | 1 064  | 6,21 / 100,00   | -    | 0 / 7      | -    |
|                         | Por Beja com Todos (Apoiado por BE) | 750    | 4,38 / 100,00   | Novo | 0 / 7      | Novo |
| Votos Inválidos         | Votos Inválidos                     | 745    | 4,35 / 100,00   | 2,32 |            |      |
| Total                   | Total                               | 17 132 | 100,00 / 100,00 |      | 7 / 7      |      |
| Eleitorado/Participação | Eleitorado/Participação             | 30 268 | 56,60 / 100,00  | 4,07 |            |      |

| Freguesia                                | %     | %     | %        | %     | Votantes |
| Freguesia                                | CDU   | PS    | PSD- CDS | PBCT  | Votantes |
| ---------------------------------------- | ----- | ----- | -------- | ----- | -------- |
| Albernoa e Trindade                      | 45,12 | 48,68 | 2,95     | 1,09  | 645      |
| Baleizão                                 | 62,99 | 27,61 | 2,25     | 4,91  | 489      |
| Beja (Salvador e Santa Maria da Feira)   | 41,21 | 41,30 | 7,46     | 5,32  | 4 395    |
| Beja (Santiago Maior e São João Batista) | 39,09 | 42,16 | 8,83     | 4,87  | 6 464    |
| Beringel                                 | 33,16 | 55,26 | 3,82     | 3,29  | 760      |
| Cabeça Gorda                             | 54,85 | 37,79 | 2,33     | 1,23  | 815      |
| Nossa Senhora das Neves                  | 56,86 | 34,85 | 1,88     | 2,99  | 904      |
| Salvada e Quintos                        | 55,15 | 36,69 | 3,91     | 0,83  | 845      |
| Santa Clara de Louredo                   | 54,74 | 38,32 | 0,21     | 3,37  | 475      |
| Santa Vitória e Mombeja                  | 47,25 | 45,15 | 1,94     | 1,62  | 618      |
| São Matias                               | 29,72 | 48,61 | 2,78     | 16,67 | 360      |
| Trigaches e São Brissos                  | 45,03 | 43,37 | 3,87     | 4,14  | 362      |
| Beja                                     | 43,42 | 41,65 | 6,21     | 4,38  | 17 132   |

#### Assembleia Municipal
| Partido                 | Partido                             | Votos  | %               | +/-  | Mandatos | +/-  |
| ----------------------- | ----------------------------------- | ------ | --------------- | ---- | -------- | ---- |
|                         | Coligação Democrática Unitária      | 7 255  | 42,34 / 100,00  | 1,64 | 10 / 21  | 1    |
|                         | Partido Socialista                  | 6 509  | 37,99 / 100,00  | 3,02 | 8 / 21   | 1    |
|                         | PSD-CDS                             | 1 580  | 9,22 / 100,00   | -    | 2 / 21   | -    |
|                         | Por Beja com Todos (Apoiado por BE) | 964    | 5,63 / 100,00   | Novo | 1 / 21   | Novo |
| Votos Inválidos         | Votos Inválidos                     | 826    | 4,82 / 100,00   | 2,36 |          |      |
| Total                   | Total                               | 17 134 | 100,00 / 100,00 |      | 21 / 21  |      |
| Eleitorado/Participação | Eleitorado/Participação             | 30 268 | 56,61 / 100,00  | 4,05 |          |      |

| Freguesia                                | %     | %     | %        | %     | Votantes |
| Freguesia                                | CDU   | PS    | PSD- CDS | PBCT  | Votantes |
| ---------------------------------------- | ----- | ----- | -------- | ----- | -------- |
| Albernoa e Trindade                      | 45,43 | 47,29 | 3,10     | 1,55  | 645      |
| Baleizão                                 | 62,58 | 24,34 | 3,07     | 7,16  | 489      |
| Beja (Salvador e Santa Maria da Feira)   | 40,15 | 38,56 | 9,33     | 6,94  | 4 396    |
| Beja (Santiago Maior e São João Batista) | 37,16 | 35,61 | 15,10    | 6,37  | 6 464    |
| Beringel                                 | 33,03 | 53,82 | 4,47     | 3,82  | 760      |
| Cabeça Gorda                             | 54,23 | 37,91 | 2,21     | 1,96  | 815      |
| Nossa Senhora das Neves                  | 57,08 | 32,85 | 2,99     | 3,65  | 904      |
| Salvada e Quintos                        | 54,61 | 36,17 | 4,14     | 0,83  | 846      |
| Santa Clara de Louredo                   | 54,74 | 36,42 | 1,47     | 3,79  | 475      |
| Santa Vitória e Mombeja                  | 47,61 | 44,66 | 2,27     | 2,10  | 618      |
| São Matias                               | 26,11 | 46,94 | 3,33     | 19,44 | 360      |
| Trigaches e São Brissos                  | 47,24 | 41,16 | 3,31     | 4,42  | 362      |
| Beja                                     | 42,34 | 37,99 | 9,22     | 5,63  | 17 134   |

#### Juntas de Freguesia
| Partido                 | Partido                        | Votos  | %               | +/-  | Presidentes | Mandatos  | +/- |
| ----------------------- | ------------------------------ | ------ | --------------- | ---- | ----------- | --------- | --- |
|                         | Coligação Democrática Unitária | 7 281  | 42,50 / 100,00  | 0,33 | 9 / 12      | 50 / 104  | 24  |
|                         | Partido Socialista             | 6 236  | 36,40 / 100,00  | 3,38 | 2 / 12      | 45 / 104  | 19  |
|                         | PSD-CDS                        | 1 464  | 8,54 / 100,00   | -    | 0 / 12      | 3 / 104   | -   |
|                         | Grupo de Cidadãos              | 895    | 5,22 / 100,00   | -    | 1 / 12      | 5 / 104   | -   |
|                         | Partido Social Democrata       | 446    | 2,60 / 100,00   | 8,72 | 0 / 12      | 1 / 104   | 7   |
| Votos Inválidos         | Votos Inválidos                | 811    | 4,74 / 100,00   | 2,18 |             |           |     |
| Total                   | Total                          | 17 133 | 100,00 / 100,00 |      | 12 / 12     | 104 / 104 | 43  |
| Eleitorado/Participação | Eleitorado/Participação        | 30 268 | 56,60 / 100,00  | 4,05 |             |           |     |

| Freguesia                                | Partido Vencedor | Partido Vencedor               | %              | Mandatos |
| ---------------------------------------- | ---------------- | ------------------------------ | -------------- | -------- |
| Albernoa e Trindade                      |                  | Coligação Democrática Unitária | 50,23 / 100,00 | 4 / 7    |
| Baleizão                                 |                  | Coligação Democrática Unitária | 58,90 / 100,00 | 5 / 7    |
| Beja (Salvador e Santa Maria da Feira)   |                  | Coligação Democrática Unitária | 40,08 / 100,00 | 6 / 13   |
| Beja (Santiago Maior e São João Batista) |                  | Coligação Democrática Unitária | 36,17 / 100,00 | 5 / 13   |
| Beringel                                 |                  | Partido Socialista             | 60,13 / 100,00 | 6 / 9    |
| Cabeça Gorda                             |                  | Coligação Democrática Unitária | 55,21 / 100,00 | 5 / 9    |
| Nossa Senhora das Neves                  |                  | Coligação Democrática Unitária | 64,16 / 100,00 | 6 / 9    |
| Salvada e Quintos                        |                  | Coligação Democrática Unitária | 56,69 / 100,00 | 5 / 9    |
| Santa Clara de Louredo                   |                  | Coligação Democrática Unitária | 60,21 / 100,00 | 4 / 7    |
| Santa Vitória e Mombeja                  |                  | Coligação Democrática Unitária | 54,05 / 100,00 | 4 / 7    |
| São Matias                               |                  | Grupo de Cidadãos              | 45,56 / 100,00 | 4 / 7    |
| Trigaches e São Brissos                  |                  | Partido Socialista             | 50,55 / 100,00 | 4 / 7    |

### Castro Verde

#### Câmara Municipal
| Partido                 | Partido                        | Votos | %               | +/-  | Vereadores | +/-     |
| ----------------------- | ------------------------------ | ----- | --------------- | ---- | ---------- | ------- |
|                         | Coligação Democrática Unitária | 2 151 | 54,69 / 100,00  | 0,28 | 3 / 5      | Estável |
|                         | Partido Socialista             | 1 401 | 35,62 / 100,00  | 2,58 | 2 / 5      | Estável |
|                         | PSD-CDS                        | 209   | 5,31 / 100,00   | 0,76 | 0 / 5      | Estável |
| Votos Inválidos         | Votos Inválidos                | 172   | 4,37 / 100,00   | 2,08 |            |         |
| Total                   | Total                          | 3 933 | 100,00 / 100,00 |      | 5 / 5      |         |
| Eleitorado/Participação | Eleitorado/Participação        | 6 547 | 60,07 / 100,00  | 4,02 |            |         |

| Freguesia                | %     | %     | %        | Votantes |
| Freguesia                | CDU   | PS    | PSD- CDS | Votantes |
| ------------------------ | ----- | ----- | -------- | -------- |
| Castro Verde e Casével   | 53,90 | 34,68 | 6,67     | 2 653    |
| Entradas                 | 57,14 | 37,45 | 2,16     | 462      |
| Santa Bárbara de Padrões | 54,98 | 40,03 | 2,23     | 582      |
| São Marcos da Ataboeira  | 58,05 | 31,78 | 3,81     | 236      |
| Castro Verde             | 54,69 | 35,62 | 5,31     | 3 933    |

#### Assembleia Municipal
| Partido                 | Partido                        | Votos | %               | +/-  | Mandatos | +/-     |
| ----------------------- | ------------------------------ | ----- | --------------- | ---- | -------- | ------- |
|                         | Coligação Democrática Unitária | 2 120 | 53,90 / 100,00  | 2,85 | 9 / 15   | Estável |
|                         | Partido Socialista             | 1 406 | 35,75 / 100,00  | 0,96 | 5 / 15   | 1       |
|                         | PSD-CDS                        | 235   | 5,98 / 100,00   | 0,80 | 1 / 15   | 1       |
| Votos Inválidos         | Votos Inválidos                | 172   | 4,37 / 100,00   | 2,53 |          |         |
| Total                   | Total                          | 3 933 | 100,00 / 100,00 |      | 15 / 15  |         |
| Eleitorado/Participação | Eleitorado/Participação        | 6 547 | 60,07 / 100,00  | 4,04 |          |         |

| Freguesia                | %     | %     | %        | Votantes |
| Freguesia                | CDU   | PS    | PSD- CDS | Votantes |
| ------------------------ | ----- | ----- | -------- | -------- |
| Castro Verde e Casével   | 52,66 | 35,43 | 7,27     | 2 653    |
| Entradas                 | 57,79 | 34,85 | 3,03     | 462      |
| Santa Bárbara de Padrões | 54,64 | 39,69 | 2,92     | 582      |
| São Marcos da Ataboeira  | 58,47 | 31,36 | 4,66     | 236      |
| Castro Verde             | 53,90 | 35,75 | 5,98     | 3 933    |

#### Juntas de Freguesia
| Partido                 | Partido                        | Votos | %               | +/-  | Presidentes | Mandatos | +/- |
| ----------------------- | ------------------------------ | ----- | --------------- | ---- | ----------- | -------- | --- |
|                         | Coligação Democrática Unitária | 2 213 | 56,28 / 100,00  | 0,42 | 4 / 4       | 19 / 30  | 5   |
|                         | Partido Socialista             | 1 481 | 37,67 / 100,00  | 2,37 | 0 / 4       | 11 / 30  | 4   |
| Votos Inválidos         | Votos Inválidos                | 238   | 6,05 / 100,00   | 4,14 |             |          |     |
| Total                   | Total                          | 3 932 | 100,00 / 100,00 |      | 4 / 4       | 30 / 30  | 9   |
| Eleitorado/Participação | Eleitorado/Participação        | 6 547 | 60,06 / 100,00  | 4,03 |             |          |     |

| Freguesia                | Partido Vencedor | Partido Vencedor               | %              | Mandatos |
| ------------------------ | ---------------- | ------------------------------ | -------------- | -------- |
| Castro Verde e Casével   |                  | Coligação Democrática Unitária | 54,05 / 100,00 | 5 / 9    |
| Entradas                 |                  | Coligação Democrática Unitária | 65,08 / 100,00 | 5 / 7    |
| Santa Bárbara de Padrões |                  | Coligação Democrática Unitária | 57,73 / 100,00 | 4 / 7    |
| São Marcos da Ataboeira  |                  | Coligação Democrática Unitária | 60,59 / 100,00 | 5 / 7    |

### Cuba

#### Câmara Municipal
| Partido                 | Partido                        | Votos | %               | +/-   | Vereadores | +/- |
| ----------------------- | ------------------------------ | ----- | --------------- | ----- | ---------- | --- |
|                         | Coligação Democrática Unitária | 1 747 | 56,70 / 100,00  | 10,53 | 3 / 5      | 1   |
|                         | Partido Socialista             | 1 144 | 37,13 / 100,00  | 11,04 | 2 / 5      | 1   |
|                         | PSD-CDS                        | 84    | 2,73 / 100,00   | -     | 0 / 5      | -   |
| Votos Inválidos         | Votos Inválidos                | 106   | 3,44 / 100,00   | 1,42  |            |     |
| Total                   | Total                          | 3 081 | 100,00 / 100,00 |       | 5 / 5      |     |
| Eleitorado/Participação | Eleitorado/Participação        | 3 982 | 77,37 / 100,00  | 3,15  |            |     |

| Freguesia        | %     | %     | %        | Votantes |
| Freguesia        | CDU   | PS    | PSD- CDS | Votantes |
| ---------------- | ----- | ----- | -------- | -------- |
| Cuba             | 57,77 | 35,86 | 2,99     | 2 041    |
| Faro do Alentejo | 51,20 | 44,71 | 1,68     | 416      |
| Vila Alva        | 53,19 | 39,72 | 3,19     | 282      |
| Vila Ruiva       | 59,94 | 33,33 | 2,05     | 342      |
| Cuba             | 56,70 | 37,13 | 2,73     | 3 081    |

#### Assembleia Municipal
| Partido                 | Partido                        | Votos | %               | +/-   | Mandatos | +/- |
| ----------------------- | ------------------------------ | ----- | --------------- | ----- | -------- | --- |
|                         | Coligação Democrática Unitária | 1 729 | 56,12 / 100,00  | 11,13 | 9 / 15   | 2   |
|                         | Partido Socialista             | 1 146 | 37,20 / 100,00  | 10,27 | 6 / 15   | 2   |
|                         | PSD-CDS                        | 97    | 3,15 / 100,00   | -     | 0 / 15   | -   |
| Votos Inválidos         | Votos Inválidos                | 109   | 3,54 / 100,00   | 1,22  |          |     |
| Total                   | Total                          | 3 081 | 100,00 / 100,00 |       | 15 / 15  |     |
| Eleitorado/Participação | Eleitorado/Participação        | 3 982 | 77,37 / 100,00  | 3,18  |          |     |

| Freguesia        | %     | %     | %        | Votantes |
| Freguesia        | CDU   | PS    | PSD- CDS | Votantes |
| ---------------- | ----- | ----- | -------- | -------- |
| Cuba             | 57,62 | 35,57 | 3,28     | 2 041    |
| Faro do Alentejo | 50,48 | 45,19 | 2,16     | 416      |
| Vila Alva        | 50,35 | 40,07 | 3,90     | 282      |
| Vila Ruiva       | 58,77 | 34,80 | 2,92     | 342      |
| Cuba             | 56,12 | 37,20 | 3,15     | 3 081    |

#### Juntas de Freguesia
| Partido                 | Partido                        | Votos | %               | +/-   | Presidentes | Mandatos | +/-     |
| ----------------------- | ------------------------------ | ----- | --------------- | ----- | ----------- | -------- | ------- |
|                         | Coligação Democrática Unitária | 1 710 | 55,50 / 100,00  | 10,66 | 3 / 4       | 17 / 30  | 4       |
|                         | Partido Socialista             | 1 210 | 39,27 / 100,00  | 8,05  | 1 / 4       | 13 / 30  | 4       |
|                         | Partido Social Democrata       | 61    | 1,98 / 100,00   | 3,75  | 0 / 4       | 0 / 30   | Estável |
| Votos Inválidos         | Votos Inválidos                | 100   | 3,24 / 100,00   | 1,13  |             |          |         |
| Total                   | Total                          | 3 081 | 100,00 / 100,00 |       | 4 / 4       | 30 / 30  |         |
| Eleitorado/Participação | Eleitorado/Participação        | 3 982 | 77,37 / 100,00  | 3,13  |             |          |         |

| Freguesia        | Partido Vencedor | Partido Vencedor               | %              | Mandatos |
| ---------------- | ---------------- | ------------------------------ | -------------- | -------- |
| Cuba             |                  | Coligação Democrática Unitária | 57,32 / 100,00 | 6 / 9    |
| Faro do Alentejo |                  | Coligação Democrática Unitária | 50,72 / 100,00 | 4 / 7    |
| Vila Alva        |                  | Partido Socialista             | 50,71 / 100,00 | 4 / 7    |
| Vila Ruiva       |                  | Coligação Democrática Unitária | 59,65 / 100,00 | 4 / 7    |

### Ferreira do Alentejo

#### Câmara Municipal
| Partido                 | Partido                        | Votos | %               | +/-  | Vereadores | +/-     |
| ----------------------- | ------------------------------ | ----- | --------------- | ---- | ---------- | ------- |
|                         | Partido Socialista             | 2 350 | 53,35 / 100,00  | 2,55 | 3 / 5      | Estável |
|                         | Coligação Democrática Unitária | 1 429 | 32,44 / 100,00  | 4,11 | 2 / 5      | Estável |
|                         | PSD-CDS                        | 424   | 9,63 / 100,00   | -    | 0 / 5      | -       |
| Votos Inválidos         | Votos Inválidos                | 202   | 4,59 / 100,00   | 1,98 |            |         |
| Total                   | Total                          | 4 405 | 100,00 / 100,00 |      | 5 / 5      |         |
| Eleitorado/Participação | Eleitorado/Participação        | 7 188 | 61,28 / 100,00  | 4,33 |            |         |

| Freguesia               | %     | %     | %        | Votantes |
| Freguesia               | PS    | CDU   | PSD- CDS | Votantes |
| ----------------------- | ----- | ----- | -------- | -------- |
| Alfundão e Peroguarda   | 69,57 | 22,03 | 5,80     | 690      |
| Ferreira do Alentejo    | 47,12 | 33,75 | 13,08    | 2 462    |
| Figueira dos Cavaleiros | 53,22 | 39,56 | 5,25     | 915      |
| Odivelas                | 65,98 | 24,85 | 4,14     | 338      |
| Ferreira do Alentejo    | 53,35 | 32,44 | 9,63     | 4 405    |

#### Assembleia Municipal
| Partido                 | Partido                        | Votos | %               | +/-  | Mandatos | +/-     |
| ----------------------- | ------------------------------ | ----- | --------------- | ---- | -------- | ------- |
|                         | Partido Socialista             | 2 276 | 51,67 / 100,00  | 2,10 | 9 / 15   | Estável |
|                         | Coligação Democrática Unitária | 1 456 | 33,05 / 100,00  | 4,42 | 5 / 15   | 1       |
|                         | PSD-CDS                        | 445   | 10,10 / 100,00  | -    | 1 / 15   | -       |
| Votos Inválidos         | Votos Inválidos                | 228   | 5,17 / 100,00   | 2,20 |          |         |
| Total                   | Total                          | 4 405 | 100,00 / 100,00 |      | 15 / 15  |         |
| Eleitorado/Participação | Eleitorado/Participação        | 7 188 | 61,28 / 100,00  | 4,33 |          |         |

| Freguesia               | %     | %     | %        | Votantes |
| Freguesia               | PS    | CDU   | PSD- CDS | Votantes |
| ----------------------- | ----- | ----- | -------- | -------- |
| Alfundão e Peroguarda   | 67,25 | 23,04 | 6,23     | 690      |
| Ferreira do Alentejo    | 45,41 | 34,97 | 13,40    | 2 462    |
| Figueira dos Cavaleiros | 51,37 | 38,80 | 6,34     | 915      |
| Odivelas                | 66,27 | 23,96 | 4,14     | 338      |
| Ferreira do Alentejo    | 51,67 | 33,05 | 10,10    | 4 405    |

#### Juntas de Freguesia
| Partido                 | Partido                        | Votos | %               | +/-  | Presidentes | Mandatos | +/- |
| ----------------------- | ------------------------------ | ----- | --------------- | ---- | ----------- | -------- | --- |
|                         | Partido Socialista             | 2 579 | 58,55 / 100,00  | 0,87 | 4 / 4       | 23 / 34  | 10  |
|                         | Coligação Democrática Unitária | 1 548 | 35,14 / 100,00  | 3,69 | 0 / 4       | 11 / 34  | 2   |
| Votos Inválidos         | Votos Inválidos                | 278   | 6,31 / 100,00   | 2,73 |             |          |     |
| Total                   | Total                          | 4 405 | 100,00 / 100,00 |      | 4 / 4       | 34 / 34  | 12  |
| Eleitorado/Participação | Eleitorado/Participação        | 7 188 | 61,28 / 100,00  | 4,33 |             |          |     |

| Freguesia               | Partido Vencedor | Partido Vencedor   | %              | Mandatos |
| ----------------------- | ---------------- | ------------------ | -------------- | -------- |
| Alfundão e Peroguarda   |                  | Partido Socialista | 71,01 / 100,00 | 7 / 9    |
| Ferreira do Alentejo    |                  | Partido Socialista | 55,52 / 100,00 | 6 / 9    |
| Figueira dos Cavaleiros |                  | Partido Socialista | 53,01 / 100,00 | 5 / 9    |
| Odivelas                |                  | Partido Socialista | 70,12 / 100,00 | 5 / 7    |

### Mértola

#### Câmara Municipal
| Partido                 | Partido                        | Votos | %               | +/-  | Vereadores | +/-     |
| ----------------------- | ------------------------------ | ----- | --------------- | ---- | ---------- | ------- |
|                         | Partido Socialista             | 2 390 | 47,82 / 100,00  | 1,47 | 3 / 5      | Estável |
|                         | Coligação Democrática Unitária | 2 159 | 43,20 / 100,00  | 0,26 | 2 / 5      | Estável |
|                         | Movimento Independente Mértola | 171   | 3,42 / 100,00   | 3,05 | 0 / 5      | Estável |
|                         | PSD-CDS                        | 53    | 1,06 / 100,00   | -    | 0 / 5      | -       |
| Votos Inválidos         | Votos Inválidos                | 225   | 4,50 / 100,00   | 1,21 |            |         |
| Total                   | Total                          | 4 998 | 100,00 / 100,00 |      | 5 / 5      |         |
| Eleitorado/Participação | Eleitorado/Participação        | 6 820 | 73,28 / 100,00  | 3,22 |            |         |

| Freguesia                 | %     | %     | %    | %        | Votantes |
| Freguesia                 | PS    | CDU   | MIM  | PSD- CDS | Votantes |
| ------------------------- | ----- | ----- | ---- | -------- | -------- |
| Alcaria Ruiva             | 40,73 | 53,15 | 1,91 | 0,38     | 523      |
| Corte do Pinto            | 47,74 | 44,62 | 2,08 | 1,91     | 576      |
| Espírito Santo            | 52,03 | 42,28 | 2,03 | 0,41     | 246      |
| Mértola                   | 49,38 | 40,26 | 4,92 | 1,03     | 1 950    |
| São Miguel do Pinheiro    | 48,01 | 43,63 | 2,52 | 1,06     | 754      |
| Santana de Cambas         | 52,47 | 37,83 | 2,09 | 1,33     | 526      |
| São João dos Caldeireiros | 40,90 | 49,84 | 4,26 | 0,95     | 423      |
| Mértola                   | 47,82 | 43,20 | 3,42 | 1,06     | 4 998    |

#### Assembleia Municipal
| Partido                 | Partido                           | Votos | %               | +/-  | Mandatos | +/-     |
| ----------------------- | --------------------------------- | ----- | --------------- | ---- | -------- | ------- |
|                         | Partido Socialista                | 2 352 | 47,08 / 100,00  | 1,45 | 8 / 15   | 1       |
|                         | Coligação Democrática Unitária    | 2 183 | 43,69 / 100,00  | 0,72 | 7 / 15   | Estável |
|                         | Movimento Independente de Mértola | 230   | 4,60 / 100,00   | 3,32 | 0 / 15   | 1       |
| Votos Inválidos         | Votos Inválidos                   | 231   | 4,62 / 100,00   | 1,14 |          |         |
| Total                   | Total                             | 4 996 | 100,00 / 100,00 |      | 15 / 15  |         |
| Eleitorado/Participação | Eleitorado/Participação           | 6 820 | 73,26 / 100,00  | 3,24 |          |         |

| Freguesia                 | %     | %     | %    | Votantes |
| Freguesia                 | PS    | CDU   | MIM  | Votantes |
| ------------------------- | ----- | ----- | ---- | -------- |
| Alcaria Ruiva             | 39,20 | 52,96 | 3,82 | 523      |
| Corte do Pinto            | 45,82 | 44,60 | 4,01 | 574      |
| Espírito Santo            | 52,03 | 41,06 | 4,07 | 246      |
| Mértola                   | 48,56 | 41,28 | 5,85 | 1 950    |
| São Miguel do Pinheiro    | 49,34 | 42,84 | 3,05 | 754      |
| Santana de Cambas         | 53,42 | 38,21 | 2,66 | 526      |
| São João dos Caldeireiros | 36,88 | 52,01 | 6,15 | 423      |
| Mértola                   | 47,08 | 43,69 | 4,60 | 4 996    |

#### Juntas de Freguesia
| Partido                 | Partido                        | Votos | %               | +/-  | Presidentes | Mandatos | +/- |
| ----------------------- | ------------------------------ | ----- | --------------- | ---- | ----------- | -------- | --- |
|                         | Partido Socialista             | 2 425 | 48,52 / 100,00  | 0,16 | 5 / 7       | 26 / 53  | 6   |
|                         | Coligação Democrática Unitária | 2 243 | 44,88 / 100,00  | 0,07 | 2 / 7       | 27 / 53  | 5   |
|                         | Grupo de Cidadãos              | 113   | 2,26 / 100,00   | 1,29 | 0 / 7       | 0 / 53   | 1   |
| Votos Inválidos         | Votos Inválidos                | 217   | 4,34 / 100,00   | 1,06 |             |          |     |
| Total                   | Total                          | 4 998 | 100,00 / 100,00 |      | 7 / 7       | 53 / 53  | 12  |
| Eleitorado/Participação | Eleitorado/Participação        | 6 820 | 73,28 / 100,00  | 3,22 |             |          |     |

| Freguesia                 | Partido Vencedor | Partido Vencedor               | %              | Mandatos |
| ------------------------- | ---------------- | ------------------------------ | -------------- | -------- |
| Alcaria Ruiva             |                  | Coligação Democrática Unitária | 61,19 / 100,00 | 5 / 7    |
| Corte do Pinto            |                  | Partido Socialista             | 48,44 / 100,00 | 4 / 7    |
| Espírito Santo            |                  | Partido Socialista             | 56,10 / 100,00 | 4 / 7    |
| Mértola                   |                  | Partido Socialista             | 49,79 / 100,00 | 5 / 9    |
| São Miguel do Pinheiro    |                  | Partido Socialista             | 56,23 / 100,00 | 5 / 9    |
| Santana de Cambas         |                  | Partido Socialista             | 54,56 / 100,00 | 4 / 7    |
| São João dos Caldeireiros |                  | Coligação Democrática Unitária | 61,70 / 100,00 | 5 / 7    |

### Moura

#### Câmara Municipal
| Partido                 | Partido                        | Votos  | %               | +/-  | Vereadores | +/-     |
| ----------------------- | ------------------------------ | ------ | --------------- | ---- | ---------- | ------- |
|                         | Coligação Democrática Unitária | 3 089  | 42,90 / 100,00  | 6,59 | 4 / 7      | Estável |
|                         | Partido Socialista             | 3 067  | 42,59 / 100,00  | 5,43 | 3 / 7      | Estável |
|                         | PSD-CDS                        | 761    | 10,57 / 100,00  | -    | 0 / 7      | -       |
| Votos Inválidos         | Votos Inválidos                | 284    | 3,94 / 100,00   | 0,63 |            |         |
| Total                   | Total                          | 7 201  | 100,00 / 100,00 |      | 7 / 7      |         |
| Eleitorado/Participação | Eleitorado/Participação        | 13 330 | 54,02 / 100,00  | 0,93 |            |         |

| Freguesia                                         | %     | %     | %        | Votantes |
| Freguesia                                         | CDU   | PS    | PSD- CDS | Votantes |
| ------------------------------------------------- | ----- | ----- | -------- | -------- |
| Amareleja                                         | 42,49 | 49,69 | 3,32     | 1 445    |
| Póvoa de São Miguel                               | 41,94 | 40,09 | 12,44    | 434      |
| Safara e Santo Aleixo da Restauração              | 47,39 | 42,99 | 5,83     | 977      |
| Santo Agostinho e São João Batista e Santo Amador | 40,71 | 40,13 | 15,38    | 3 790    |
| Sobral da Adiça                                   | 51,71 | 42,16 | 3,42     | 555      |
| Moura                                             | 42,90 | 42,59 | 10,57    | 7 201    |

#### Assembleia Municipal
| Partido                 | Partido                        | Votos  | %               | +/-  | Mandatos | +/- |
| ----------------------- | ------------------------------ | ------ | --------------- | ---- | -------- | --- |
|                         | Partido Socialista             | 3 071  | 42,65 / 100,00  | 4,92 | 10 / 21  | 2   |
|                         | Coligação Democrática Unitária | 3 047  | 42,31 / 100,00  | 4,18 | 9 / 21   | 2   |
|                         | PSD-CDS                        | 766    | 10,64 / 100,00  | -    | 2 / 21   | -   |
| Votos Inválidos         | Votos Inválidos                | 317    | 4,40 / 100,00   | 0,94 |          |     |
| Total                   | Total                          | 7 201  | 100,00 / 100,00 |      | 21 / 21  |     |
| Eleitorado/Participação | Eleitorado/Participação        | 13 330 | 54,02 / 100,00  | 0,93 |          |     |

| Freguesia                                         | %     | %     | %        | Votantes |
| Freguesia                                         | PS    | CDU   | PSD- CDS | Votantes |
| ------------------------------------------------- | ----- | ----- | -------- | -------- |
| Amareleja                                         | 49,79 | 42,80 | 3,05     | 1 444    |
| Póvoa de São Miguel                               | 41,01 | 38,25 | 13,36    | 434      |
| Safara e Santo Aleixo da Restauração              | 42,68 | 47,29 | 5,83     | 977      |
| Santo Agostinho e São João Batista e Santo Amador | 40,33 | 39,88 | 15,54    | 3 791    |
| Sobral da Adiça                                   | 41,08 | 52,07 | 3,24     | 555      |
| Moura                                             | 42,65 | 42,31 | 10,64    | 7 201    |

#### Juntas de Freguesia
| Partido                 | Partido                        | Votos  | %               | +/-  | Presidentes | Mandatos | +/- |
| ----------------------- | ------------------------------ | ------ | --------------- | ---- | ----------- | -------- | --- |
|                         | Coligação Democrática Unitária | 2 842  | 39,46 / 100,00  | 3,49 | 3 / 5       | 22 / 45  | 8   |
|                         | Partido Socialista             | 2 593  | 36,00 / 100,00  | 0,49 | 1 / 5       | 14 / 45  | 9   |
|                         | Grupo de Cidadãos              | 1 004  | 13,94 / 100,00  | 6,25 | 1 / 5       | 8 / 45   | 3   |
|                         | PSD-CDS                        | 501    | 6,96 / 100,00   | -    | 0 / 5       | 1 / 45   | -   |
| Votos Inválidos         | Votos Inválidos                | 163    | 3,65 / 100,00   | 0,65 |             |          |     |
| Total                   | Total                          | 7 203  | 100,00 / 100,00 |      | 5 / 5       | 45 / 45  | 19  |
| Eleitorado/Participação | Eleitorado/Participação        | 13 330 | 54,04 / 100,00  | 0,92 |             |          |     |

| Freguesia                                         | Partido Vencedor | Partido Vencedor               | %              | Mandatos |
| ------------------------------------------------- | ---------------- | ------------------------------ | -------------- | -------- |
| Amareleja                                         |                  | Grupo de Cidadãos              | 56,26 / 100,00 | 5 / 9    |
| Póvoa de São Miguel                               |                  | Coligação Democrática Unitária | 50,46 / 100,00 | 4 / 7    |
| Safara e Santo Aleixo da Restauração              |                  | Coligação Democrática Unitária | 48,52 / 100,00 | 5 / 9    |
| Santo Agostinho e São João Batista e Santo Amador |                  | Partido Socialista             | 49,71 / 100,00 | 7 / 13   |
| Sobral da Adiça                                   |                  | Coligação Democrática Unitária | 52,43 / 100,00 | 4 / 7    |

### Odemira

#### Câmara Municipal
| Partido                 | Partido                        | Votos  | %               | +/-  | Vereadores | +/-     |
| ----------------------- | ------------------------------ | ------ | --------------- | ---- | ---------- | ------- |
|                         | Partido Socialista             | 6 767  | 51,08 / 100,00  | 4,51 | 5 / 7      | 1       |
|                         | Coligação Democrática Unitária | 3 893  | 29,38 / 100,00  | 5,01 | 2 / 7      | 1       |
|                         | PSD-CDS                        | 1 333  | 10,06 / 100,00  | 0,61 | 0 / 7      | Estável |
|                         | Bloco de Esquerda              | 416    | 3,14 / 100,00   | 1,17 | 0 / 7      | Estável |
| Votos Inválidos         | Votos Inválidos                | 840    | 6,34 / 100,00   | 2,37 |            |         |
| Total                   | Total                          | 13 249 | 100,00 / 100,00 |      | 7 / 7      |         |
| Eleitorado/Participação | Eleitorado/Participação        | 21 321 | 62,14 / 100,00  | 4,04 |            |         |

| Freguesia                  | %     | %     | %        | %    | Votantes |
| Freguesia                  | PS    | CDU   | PSD- CDS | BE   | Votantes |
| -------------------------- | ----- | ----- | -------- | ---- | -------- |
| Boavista dos Pinheiros     | 64,10 | 24,58 | 3,96     | 2,27 | 883      |
| Colos                      | 60,31 | 21,84 | 6,07     | 5,20 | 577      |
| Longueira / Almograve      | 52,39 | 13,22 | 25,16    | 3,98 | 628      |
| Luzianes-Gare              | 38,70 | 52,74 | 2,74     | 0,68 | 292      |
| Relíquias                  | 53,02 | 37,82 | 4,32     | 2,07 | 579      |
| Saboia                     | 62,14 | 15,57 | 9,47     | 5,80 | 655      |
| Santa Clara-a-Velha        | 52,68 | 30,18 | 6,79     | 1,96 | 560      |
| São Luís                   | 41,83 | 41,46 | 9,06     | 2,61 | 1 071    |
| São Martinho das Amoreiras | 68,43 | 17,85 | 4,96     | 2,48 | 605      |
| São Salvador e Santa Maria | 42,87 | 35,59 | 13,17    | 2,72 | 1 731    |
| São Teotónio               | 56,26 | 24,44 | 8,23     | 3,60 | 2 917    |
| Vale de Santiago           | 35,20 | 53,02 | 4,07     | 1,68 | 713      |
| Vila Nova de Milfontes     | 44,46 | 27,67 | 17,08    | 3,48 | 2 038    |
| Odemira                    | 51,08 | 29,38 | 10,06    | 3,14 | 13 249   |

#### Assembleia Municipal
| Partido                 | Partido                        | Votos  | %               | +/-  | Mandatos | +/-     |
| ----------------------- | ------------------------------ | ------ | --------------- | ---- | -------- | ------- |
|                         | Partido Socialista             | 6 299  | 47,54 / 100,00  | 2,52 | 11 / 21  | 1       |
|                         | Coligação Democrática Unitária | 4 051  | 30,58 / 100,00  | 2,59 | 7 / 21   | 1       |
|                         | PSD-CDS                        | 1 456  | 10,99 / 100,00  | 0,88 | 2 / 21   | Estável |
|                         | Bloco de Esquerda              | 562    | 4,24 / 100,00   | 1,53 | 1 / 21   | Estável |
| Votos Inválidos         | Votos Inválidos                | 881    | 6,65 / 100,00   | 2,49 |          |         |
| Total                   | Total                          | 13 249 | 100,00 / 100,00 |      | 21 / 21  |         |
| Eleitorado/Participação | Eleitorado/Participação        | 21 321 | 62,14 / 100,00  | 4,04 |          |         |

| Freguesia                  | %     | %     | %        | %     | Votantes |
| Freguesia                  | PS    | CDU   | PSD- CDS | BE    | Votantes |
| -------------------------- | ----- | ----- | -------- | ----- | -------- |
| Boavista dos Pinheiros     | 60,25 | 25,82 | 4,64     | 3,62  | 883      |
| Colos                      | 53,90 | 21,32 | 6,07     | 11,96 | 577      |
| Longueira / Almograve      | 50,80 | 14,81 | 24,04    | 5,10  | 628      |
| Luzianes-Gare              | 30,48 | 55,14 | 3,77     | 2,74  | 292      |
| Relíquias                  | 50,26 | 38,86 | 3,97     | 2,76  | 579      |
| Saboia                     | 59,08 | 15,88 | 10,38    | 6,72  | 655      |
| Santa Clara-a-Velha        | 50,54 | 30,89 | 8,21     | 2,50  | 560      |
| São Luís                   | 40,52 | 43,04 | 8,59     | 3,17  | 1 071    |
| São Martinho das Amoreiras | 67,77 | 15,54 | 6,12     | 3,64  | 605      |
| São Salvador e Santa Maria | 37,26 | 39,46 | 14,21    | 3,24  | 1 731    |
| São Teotónio               | 53,17 | 26,53 | 8,40     | 4,18  | 2 917    |
| Vale de Santiago           | 30,86 | 55,12 | 5,33     | 2,66  | 713      |
| Vila Nova de Milfontes     | 40,58 | 26,45 | 20,76    | 4,61  | 2 038    |
| Odemira                    | 47,54 | 30,58 | 10,99    | 4,24  | 13 249   |

#### Juntas de Freguesia
| Partido                 | Partido                        | Votos  | %               | +/-  | Presidentes | Mandatos  | +/-     |
| ----------------------- | ------------------------------ | ------ | --------------- | ---- | ----------- | --------- | ------- |
|                         | Partido Socialista             | 6 087  | 45,94 / 100,00  | 0,32 | 8 / 13      | 56 / 103  | 14      |
|                         | Coligação Democrática Unitária | 4 131  | 31,18 / 100,00  | 1,97 | 5 / 13      | 37 / 103  | 15      |
|                         | PSD-CDS                        | 1 137  | 8,58 / 100,00   | 0,50 | 0 / 13      | 6 / 103   | 1       |
|                         | Grupo de Cidadãos              | 976    | 7,37 / 100,00   | 2,58 | 0 / 13      | 4 / 103   | Estável |
|                         | Bloco de Esquerda              | 187    | 1,41 / 100,00   | 2,32 | 0 / 13      | 0 / 103   | 4       |
| Votos Inválidos         | Votos Inválidos                | 731    | 5,52 / 100,00   | 1,56 |             |           |         |
| Total                   | Total                          | 13 249 | 100,00 / 100,00 |      | 13 / 13     | 103 / 103 | 32      |
| Eleitorado/Participação | Eleitorado/Participação        | 21 321 | 62,14 / 100,00  | 4,04 |             |           |         |

| Freguesia                  | Partido Vencedor | Partido Vencedor               | %              | Mandatos |
| -------------------------- | ---------------- | ------------------------------ | -------------- | -------- |
| Boavista dos Pinheiros     |                  | Partido Socialista             | 73,73 / 100,00 | 7 / 9    |
| Colos                      |                  | Partido Socialista             | 70,54 / 100,00 | 6 / 7    |
| Longueira / Almograve      |                  | Partido Socialista             | 54,62 / 100,00 | 6 / 9    |
| Luzianes-Gare              |                  | Coligação Democrática Unitária | 54,79 / 100,00 | 4 / 7    |
| Relíquias                  |                  | Coligação Democrática Unitária | 52,16 / 100,00 | 4 / 7    |
| Saboia                     |                  | Partido Socialista             | 49,31 / 100,00 | 4 / 7    |
| Santa Clara-a-Velha        |                  | Partido Socialista             | 54,64 / 100,00 | 4 / 7    |
| São Luís                   |                  | Coligação Democrática Unitária | 46,13 / 100,00 | 5 / 9    |
| São Martinho das Amoreiras |                  | Partido Socialista             | 78,84 / 100,00 | 6 / 7    |
| São Salvador e Santa Maria |                  | Coligação Democrática Unitária | 50,84 / 100,00 | 5 / 9    |
| São Teotónio               |                  | Partido Socialista             | 46,52 / 100,00 | 5 / 9    |
| Vale de Santiago           |                  | Coligação Democrática Unitária | 60,87 / 100,00 | 5 / 7    |
| Vila Nova de Milfontes     |                  | Partido Socialista             | 32,68 / 100,00 | 3 / 9    |

### Ourique

#### Câmara Municipal
| Partido                 | Partido                        | Votos | %               | +/-  | Vereadores | +/-     |
| ----------------------- | ------------------------------ | ----- | --------------- | ---- | ---------- | ------- |
|                         | Partido Socialista             | 2 214 | 62,00 / 100,00  | 4,65 | 4 / 5      | Estável |
|                         | PSD-CDS                        | 732   | 20,50 / 100,00  | -    | 1 / 5      | -       |
|                         | Coligação Democrática Unitária | 461   | 12,91 / 100,00  | 9,06 | 0 / 5      | Estável |
| Votos Inválidos         | Votos Inválidos                | 164   | 4,60 / 100,00   | 1,04 |            |         |
| Total                   | Total                          | 3 571 | 100,00 / 100,00 |      | 5 / 5      |         |
| Eleitorado/Participação | Eleitorado/Participação        | 4 795 | 74,47 / 100,00  | 6,65 |            |         |

| Freguesia            | %     | %        | %     | Votantes |
| Freguesia            | PS    | PSD- CDS | CDU   | Votantes |
| -------------------- | ----- | -------- | ----- | -------- |
| Garvão e Santa Luzia | 61,29 | 16,97    | 17,67 | 713      |
| Ourique              | 62,82 | 18,62    | 13,78 | 1 778    |
| Panoias e Conceição  | 50,78 | 33,92    | 12,16 | 510      |
| Santana da Serra     | 70,35 | 18,77    | 4,91  | 570      |
| Ourique              | 62,00 | 20,50    | 12,91 | 3 571    |

#### Assembleia Municipal
| Partido                 | Partido                        | Votos | %               | +/-  | Mandatos | +/-     |
| ----------------------- | ------------------------------ | ----- | --------------- | ---- | -------- | ------- |
|                         | Partido Socialista             | 2 138 | 59,85 / 100,00  | 1,03 | 10 / 15  | Estável |
|                         | PSD-CDS                        | 783   | 21,92 / 100,00  | -    | 3 / 15   | -       |
|                         | Coligação Democrática Unitária | 480   | 13,44 / 100,00  | 4,97 | 2 / 15   | 1       |
| Votos Inválidos         | Votos Inválidos                | 171   | 4,79 / 100,00   | 0,76 |          |         |
| Total                   | Total                          | 3 572 | 100,00 / 100,00 |      | 15 / 15  |         |
| Eleitorado/Participação | Eleitorado/Participação        | 4 795 | 74,49 / 100,00  | 6,69 |          |         |

| Freguesia            | %     | %        | %     | Votantes |
| Freguesia            | PS    | PSD- CDS | CDU   | Votantes |
| -------------------- | ----- | -------- | ----- | -------- |
| Garvão e Santa Luzia | 56,66 | 18,51    | 19,50 | 713      |
| Ourique              | 61,59 | 19,18    | 14,79 | 1 778    |
| Panoias e Conceição  | 46,86 | 38,24    | 11,57 | 510      |
| Santana da Serra     | 70,05 | 20,14    | 3,33  | 571      |
| Ourique              | 59,85 | 21,82    | 13,44 | 3 572    |

#### Juntas de Freguesia
| Partido                 | Partido                        | Votos | %               | +/-   | Presidentes | Mandatos | +/- |
| ----------------------- | ------------------------------ | ----- | --------------- | ----- | ----------- | -------- | --- |
|                         | Partido Socialista             | 2 132 | 59,70 / 100,00  | 13,75 | 4 / 4       | 21 / 30  | 2   |
|                         | PSD-CDS                        | 485   | 13,58 / 100,00  | -     | 0 / 4       | 5 / 30   | -   |
|                         | Coligação Democrática Unitária | 412   | 11,54 / 100,00  | 9,55  | 0 / 4       | 2 / 30   | 4   |
|                         | Partido Social Democrata       | 375   | 10,50 / 100,00  | 15,32 | 0 / 4       | 2 / 30   | 8   |
| Votos Inválidos         | Votos Inválidos                | 167   | 4,68 / 100,00   | 0,87  |             |          |     |
| Total                   | Total                          | 3 571 | 100,00 / 100,00 |       | 4 / 4       | 30 / 30  | 7   |
| Eleitorado/Participação | Eleitorado/Participação        | 4 795 | 74,47 / 100,00  | 6,53  |             |          |     |

| Freguesia            | Partido Vencedor | Partido Vencedor   | %              | Mandatos |
| -------------------- | ---------------- | ------------------ | -------------- | -------- |
| Garvão e Santa Luzia |                  | Partido Socialista | 56,80 / 100,00 | 5 / 7    |
| Ourique              |                  | Partido Socialista | 60,97 / 100,00 | 6 / 9    |
| Panoias e Conceição  |                  | Partido Socialista | 46,86 / 100,00 | 4 / 7    |
| Santana da Serra     |                  | Partido Socialista | 70,88 / 100,00 | 6 / 7    |

### Serpa

#### Câmara Municipal
| Partido                 | Partido                        | Votos  | %               | +/-  | Vereadores | +/-     |
| ----------------------- | ------------------------------ | ------ | --------------- | ---- | ---------- | ------- |
|                         | Coligação Democrática Unitária | 4 040  | 51,97 / 100,00  | 0,07 | 4 / 7      | Estável |
|                         | Partido Socialista             | 2 739  | 35,23 / 100,00  | 3,96 | 3 / 7      | Estável |
|                         | Partido Social Democrata       | 389    | 5,00 / 100,00   | 3,58 | 0 / 7      | Estável |
|                         | Bloco de Esquerda              | 237    | 3,05 / 100,00   | 0,43 | 0 / 7      | Estável |
| Votos Inválidos         | Votos Inválidos                | 369    | 4,75 / 100,00   | 1,33 |            |         |
| Total                   | Total                          | 7 774  | 100,00 / 100,00 |      | 7 / 7      |         |
| Eleitorado/Participação | Eleitorado/Participação        | 13 940 | 55,77 / 100,00  | 1,40 |            |         |

| Freguesia                              | %     | %     | %    | %    | Votantes |
| Freguesia                              | CDU   | PS    | PSD  | BE   | Votantes |
| -------------------------------------- | ----- | ----- | ---- | ---- | -------- |
| Brinches                               | 44,83 | 47,05 | 1,48 | 3,14 | 542      |
| Pias                                   | 76,16 | 15,51 | 2,54 | 1,96 | 1 380    |
| Serpa (Salvador e Santa Maria)         | 41,83 | 40,83 | 7,17 | 4,39 | 2 804    |
| Vila Nova de São Bento e Vale de Vargo | 54,35 | 33,62 | 5,19 | 2,62 | 2 140    |
| Vila Verde de Ficalho                  | 45,15 | 47,03 | 3,74 | 1,54 | 908      |
| Serpa                                  | 51,97 | 35,23 | 5,00 | 3,05 | 7 774    |

#### Assembleia Municipal
| Partido                 | Partido                        | Votos  | %               | +/-  | Mandatos | +/- |
| ----------------------- | ------------------------------ | ------ | --------------- | ---- | -------- | --- |
|                         | Coligação Democrática Unitária | 3 951  | 50,82 / 100,00  | 0,02 | 12 / 21  | 1   |
|                         | Partido Socialista             | 2 685  | 34,54 / 100,00  | 2,48 | 8 / 21   | 1   |
|                         | Partido Social Democrata       | 444    | 5,71 / 100,00   | 3,54 | 1 / 21   | 1   |
|                         | Bloco de Esquerda              | 300    | 3,86 / 100,00   | 0,65 | 0 / 21   | 1   |
| Votos Inválidos         | Votos Inválidos                | 394    | 5,07 / 100,00   | 1,73 |          |     |
| Total                   | Total                          | 7 774  | 100,00 / 100,00 |      | 21 / 21  |     |
| Eleitorado/Participação | Eleitorado/Participação        | 13 940 | 55,77 / 100,00  | 1,40 |          |     |

| Freguesia                              | %     | %     | %    | %    | Votantes |
| Freguesia                              | CDU   | PS    | PSD  | BE   | Votantes |
| -------------------------------------- | ----- | ----- | ---- | ---- | -------- |
| Brinches                               | 49,82 | 41,33 | 1,85 | 2,95 | 542      |
| Pias                                   | 74,49 | 16,52 | 2,83 | 2,10 | 1 380    |
| Serpa (Salvador e Santa Maria)         | 38,98 | 40,09 | 8,77 | 6,21 | 2 804    |
| Vila Nova de São Bento e Vale de Vargo | 53,36 | 32,06 | 5,47 | 3,13 | 2 140    |
| Vila Verde de Ficalho                  | 46,04 | 46,59 | 3,52 | 1,54 | 908      |
| Serpa                                  | 50,82 | 34,54 | 5,71 | 3,86 | 7 774    |

#### Juntas de Freguesia
| Partido                 | Partido                        | Votos  | %               | +/-  | Presidentes | Mandatos | +/-     |
| ----------------------- | ------------------------------ | ------ | --------------- | ---- | ----------- | -------- | ------- |
|                         | Coligação Democrática Unitária | 4 018  | 51,69 / 100,00  | 3,47 | 4 / 5       | 29 / 47  | 8       |
|                         | Partido Socialista             | 2 786  | 35,84 / 100,00  | 4,02 | 1 / 5       | 17 / 47  | 3       |
|                         | Partido Social Democrata       | 332    | 4,27 / 100,00   | 3,07 | 0 / 5       | 1 / 47   | 1       |
|                         | Bloco de Esquerda              | 234    | 3,01 / 100,00   | 0,94 | 0 / 5       | 0 / 47   | Estável |
| Votos Inválidos         | Votos Inválidos                | 404    | 5,20 / 100,00   | 1,59 |             |          |         |
| Total                   | Total                          | 7 774  | 100,00 / 100,00 |      | 5 / 5       | 47 / 47  | 12      |
| Eleitorado/Participação | Eleitorado/Participação        | 13 940 | 55,77 / 100,00  | 1,40 |             |          |         |

| Freguesia                              | Partido Vencedor | Partido Vencedor               | %              | Mandatos |
| -------------------------------------- | ---------------- | ------------------------------ | -------------- | -------- |
| Brinches                               |                  | Coligação Democrática Unitária | 62,73 / 100,00 | 5 / 7    |
| Pias                                   |                  | Coligação Democrática Unitária | 72,75 / 100,00 | 8 / 9    |
| Serpa (Salvador e Santa Maria)         |                  | Partido Socialista             | 44,72 / 100,00 | 7 / 13   |
| Vila Nova de São Bento e Vale de Vargo |                  | Coligação Democrática Unitária | 55,42 / 100,00 | 6 / 9    |
| Vila Verde de Ficalho                  |                  | Coligação Democrática Unitária | 47,91 / 100,00 | 5 / 9    |

### Vidigueira

#### Câmara Municipal
| Partido                 | Partido                        | Votos | %               | +/-  | Vereadores | +/-     |
| ----------------------- | ------------------------------ | ----- | --------------- | ---- | ---------- | ------- |
|                         | Coligação Democrática Unitária | 1 656 | 50,69 / 100,00  | 4,54 | 3 / 5      | Estável |
|                         | Partido Socialista             | 1 203 | 36,82 / 100,00  | 2,67 | 2 / 5      | Estável |
|                         | PSD-CDS                        | 248   | 7,59 / 100,00   | -    | 0 / 5      | -       |
| Votos Inválidos         | Votos Inválidos                | 160   | 4,89 / 100,00   | 1,46 |            |         |
| Total                   | Total                          | 3 267 | 100,00 / 100,00 |      | 5 / 5      |         |
| Eleitorado/Participação | Eleitorado/Participação        | 5 083 | 64,27 / 100,00  | 3,17 |            |         |

| Freguesia      | %     | %     | %        | Votantes |
| Freguesia      | CDU   | PS    | PSD- CDS | Votantes |
| -------------- | ----- | ----- | -------- | -------- |
| Pedrógão       | 60,36 | 32,88 | 3,00     | 666      |
| Selmes         | 48,93 | 40,39 | 6,80     | 515      |
| Vidigueira     | 47,54 | 36,04 | 10,51    | 1 504    |
| Vila de Frades | 49,31 | 40,21 | 6,01     | 582      |
| Vidigueira     | 50,69 | 36,82 | 7,59     | 3 267    |

#### Assembleia Municipal
| Partido                 | Partido                        | Votos | %               | +/-  | Mandatos | +/- |
| ----------------------- | ------------------------------ | ----- | --------------- | ---- | -------- | --- |
|                         | Coligação Democrática Unitária | 1 554 | 47,57 / 100,00  | 5,71 | 8 / 15   | 1   |
|                         | Partido Socialista             | 1 182 | 36,18 / 100,00  | 1,86 | 6 / 15   | 1   |
|                         | PSD-CDS                        | 379   | 11,60 / 100,00  | -    | 1 / 15   | -   |
| Votos Inválidos         | Votos Inválidos                | 152   | 4,65 / 100,00   | 1,12 |          |     |
| Total                   | Total                          | 3 267 | 100,00 / 100,00 |      | 15 / 15  |     |
| Eleitorado/Participação | Eleitorado/Participação        | 5 083 | 64,27 / 100,00  | 3,17 |          |     |

| Freguesia      | %     | %     | %        | Votantes |
| Freguesia      | CDU   | PS    | PSD- CDS | Votantes |
| -------------- | ----- | ----- | -------- | -------- |
| Pedrógão       | 59,76 | 32,73 | 3,15     | 666      |
| Selmes         | 49,13 | 40,00 | 7,38     | 515      |
| Vidigueira     | 41,56 | 35,31 | 18,35    | 1 504    |
| Vila de Frades | 47,77 | 39,00 | 7,56     | 582      |
| Vidigueira     | 47,57 | 36,18 | 11,60    | 3 267    |

#### Juntas de Freguesia
| Partido                 | Partido                        | Votos | %               | +/-  | Presidentes | Mandatos | +/-     |
| ----------------------- | ------------------------------ | ----- | --------------- | ---- | ----------- | -------- | ------- |
|                         | Coligação Democrática Unitária | 1 619 | 49,56 / 100,00  | 3,94 | 4 / 4       | 17 / 30  | 2       |
|                         | Partido Socialista             | 1 190 | 36,42 / 100,00  | 0,80 | 0 / 4       | 12 / 30  | Estável |
|                         | PSD-CDS                        | 289   | 8,85 / 100,00   | -    | 0 / 4       | 1 / 30   | -       |
| Votos Inválidos         | Votos Inválidos                | 169   | 5,17 / 100,00   | 2,11 |             |          |         |
| Total                   | Total                          | 3 267 | 100,00 / 100,00 |      | 4 / 4       | 30 / 30  | 2       |
| Eleitorado/Participação | Eleitorado/Participação        | 5 083 | 64,27 / 100,00  | 3,17 |             |          |         |

| Freguesia      | Partido Vencedor | Partido Vencedor               | %              | Mandatos |
| -------------- | ---------------- | ------------------------------ | -------------- | -------- |
| Pedrógão       |                  | Coligação Democrática Unitária | 61,41 / 100,00 | 5 / 7    |
| Selmes         |                  | Coligação Democrática Unitária | 46,41 / 100,00 | 4 / 7    |
| Vidigueira     |                  | Coligação Democrática Unitária | 44,28 / 100,00 | 4 / 9    |
| Vila de Frades |                  | Coligação Democrática Unitária | 52,41 / 100,00 | 4 / 7    |